# Luzonoparmena
Luzonoparmena – rodzaj chrząszczy z rodziny kózkowatych i podrodziny zgrzypikowych.

## Zasięg występowania
Przedstawiciele tego rodzaju występują na Filipinach.

## Systematyka
Do Luzonoparmena należą 2 gatunki:
- Luzonoparmena habei
- Luzonoparmena sierrana